# Pedro Baquero
Pedro Centeno Baquero SDB (ur. 15 września 1970 w Manili) – filipiński duchowny katolicki, biskup Keremy w Papui-Nowej Gwinei od 2017.

## Życiorys

### Młodość i prezbiterat
Po ukończeniu szkoły podstawowej i średniej w Pampanga, w 1989 roku wstąpił do nowicjatu salezjańskiego i rok później złożył pierwsze śluby, a profesję wieczystą w 1998 roku. Po ukończeniu studiów filozoficznych i teologicznych w Manili otrzymał święcenia kapłańskie 8 grudnia 1999 roku. Jako misjonarz pracował na różnych stanowiskach w Papui-Nowej Gwinei. W latach 2014–2016 pełnił funkcję Przełożonego Generalnego Salezjanów Papui Nowej Gwinei - Wysp Salomona. Rok później został przełożonym wiceprowincji salezjańskiej. 

### Episkopat
20 stycznia 2017 papież Franciszek mianował go biskupem ordynariuszem diecezji Kerema. Sakry udzielił mu 25 marca 2017 w Katedrze Ducha św. kardynał John Ribat. Diecezja nie miała biskupa od 29 kwietnia 2013 roku po śmierci biskupa Patricka Tavala.
Nowy biskup diecezji Keremy przyjął jako motto "Caritate et Misericordia" (niekiedy cytowane błędnie jako "Caritate et Misericoria"), co można przetłumaczyć jako "Miłość i Miłosierdzie". Sam biskup tłumaczy, że jako kapłan salezjański podąża za wezwaniem ks. Bosko, aby był znakiem i nosicielem Bożej miłości do młodych ludzi .